# 西沙群岛、南沙群岛、中沙群岛人民武装部
西沙群岛、南沙群岛、中沙群岛人民武装部是一个县级人民武装部，受海南省军区与中国共产党海南省西沙群岛、南沙群岛、中沙群岛工作委员会（简称中共西南中沙工委）双重领导。

## 历史沿革
早在1955年11月，广东省海南行政区（副省级）行政公署就派出“国营海南鸟肥公司”在西沙群岛开采鸟粪矿产资源，干部职工最多的时候达600多人，当时在西沙群岛就组建了民兵组织。1956年4月12日“西沙群岛、南沙群岛、中沙群岛水产资源调查队”成立，抽调国营南海水产公司穗渔301号、302号渔轮和广东省水产供销公司南沃、雷珠号运输船队，对西沙群岛、南沙群岛、中沙群岛水产资源进行调查，并建立群岛据点，为建立远洋渔业作准备。1956年7月起，海南行政公署水产局派出干部和琼海县渔业干部，建立“海南行政公署西沙渔业生产指挥部”。1958年10月，琼海县组织潭门、长坡的渔船和渔民，成立“西南沙渔业公司”，开展大规模的渔业生产和拓荒种植、开发西沙。1959年3月1日，成立相当于县级党政机关的“广东省西沙群岛、南沙群岛、中沙群岛办事处”与“中国共产党西沙群岛、南沙群岛、中沙群岛工作委员会”，分别为广东省人民政府、中共广东省委的派出机构，委托海南行政区领导；西南中沙群岛工委、西南中沙群岛办事处实行合署办公，两个机构，两块牌子，一套人马；海南军区也派出军事工作队设立了西沙群岛、南沙群岛、中沙群岛人民武装部，人武部负责人黄亚俊，人武部参谋王行芬。1962年2月，永兴岛上的鸟粪资源开采完毕，海南鸟肥公司转产改为海南渔业公司。1962年12月，渔业公司全部并入西南中沙群岛办事处。
越南战争期间，特别是1964年10月东京湾事件美国开始大规模轰炸北越，西沙群岛是美国战略空军与海军航空兵轰炸北越时的航路集结点。同时，南越西贡政权一直占据了西沙的珊瑚岛。为避免与美军迎头相撞，至1960年代末，西沙群岛的党政军各部门派驻人员均在“西沙群岛、南沙群岛、中沙群岛办事处”统一领导下，总计不足百人。
1972年初，美国总统尼克松访华，中美关系前景得到明确，美国不插手西沙问题。毛泽东就指示开展西沙设防工程，防御水平要达到“铜墙铁壁，上不封顶”，由广州军区、海军、外交部和农林部水产总局的四方联席会议贯彻落实。1972年8月，西南中沙人武部组建一批基干武装民兵连：高炮连和海防守备第一、二、三连，同时把永兴岛上的各党政军机关所属单位的人员编制成“机关民兵连”。人武部正副部长、正副政委、参谋长、参谋、干事和各个民兵连的连长、指导员，都是从海南军区所属部队挑选调任的现役军官。各连队的民兵战士，是从海南岛各市县征召来的脱产武装民兵，其中60%以上是退伍兵（特别是炮兵）作为连队的战斗骨干；其余40%是海南岛沿海渔民，可以保障和提高连队在海岛上的生存能力。各连队完全按照解放军现役连队管理、训练、战备、执勤及生活待遇。但人武部上下全体官兵均不许穿军装。轮派4-5名武装民兵驻守东岛。1972年12月底中国海军组建海军西沙巡防区。
西沙海战时，西南中沙人武部所属武装民兵发挥了重要作用。1974年1月16日，西南中沙人武部在广州军区的命令下组织了一个武装民兵排（40人）待命並在永乐群岛上作戰。民兵分別在晋卿岛、琛航岛和广金岛設防，並在其後與南越海軍陆战队發生戰鬥，更曾開火打死南越登岛军人。1月20日，西沙群岛各岛礁完全被中国控制。4月8日，琛航岛、晋卿岛、广金岛的守岛武装民兵撤回永兴岛，防务交给海南军区派出的陆军部队。
1974年6月，中央军委决定驻西沙群岛的所有守岛任务划归海军西沙巡防区领导。1974年9月19日，西沙巡防区接替了永兴、石岛、东岛、琛航等岛的全部防务，统一领导指挥驻西沙群岛的部队。西南中沙人武部下属的各民兵连撤销，民兵复员回家乡，从此西南中沙人武部不再担负军事守备任务。
2012年7月19日，西沙群岛、南沙群岛、中沙群岛人民武装部奉命撤销，在此基础上组建了三沙警备区。

### 引用
1. ↑  . 蓝网. 2009-09-17  [2022-02-19]. （原始内容存档于2014-02-22）.
2. ↑  .   [2012-05-27]. （原始内容存档于2016-03-25）.